# Kaladhungi
Kaladhungi (o Kaladungi) è una suddivisione dell'India, classificata come nagar panchayat, di 6.126 abitanti, situata nel distretto di Nainital, nello stato federato dell'Uttarakhand. In base al numero di abitanti la città rientra nella classe V (da 5.000 a 9.999 persone).

## Geografia fisica
La città è situata a 29° 16' 60 N e 79° 20' 60 E e ha un'altitudine di 392 m s.l.m..

## Società

### Evoluzione demografica
Al censimento del 2001 la popolazione di Kaladhungi assommava a 6.126 persone, delle quali 3.218 maschi e 2.908 femmine. I bambini di età inferiore o uguale ai sei anni assommavano a 960, dei quali 473 maschi e 487 femmine. Infine, coloro che erano in grado di saper almeno leggere e scrivere erano 3.790, dei quali 2.240 maschi e 1.550 femmine.